# Lorica hamata

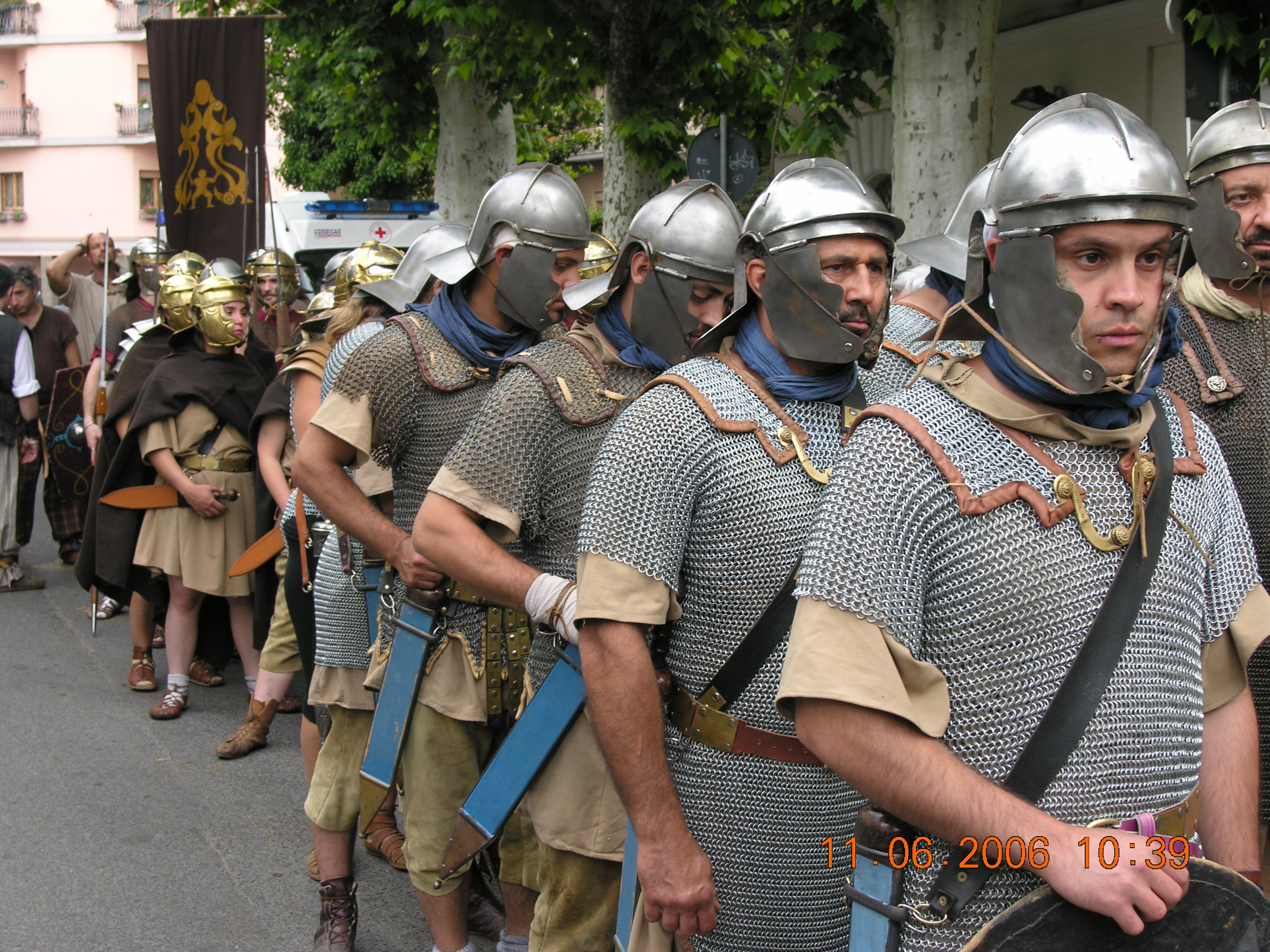
Ricostruzione di una lorica hamata

La lorica hamata (nome moderno) chiamata dai romani lorica gallica, è la cotta di maglia di origine celtica usata dai legionari dell'esercito romano.

## Origini
Secondo Varrone l'origine di questo tipo di protezione è celtico.
(Varrone - De lingua Latina - Liber V - 24, 2)

## Composizione ed utilizzo

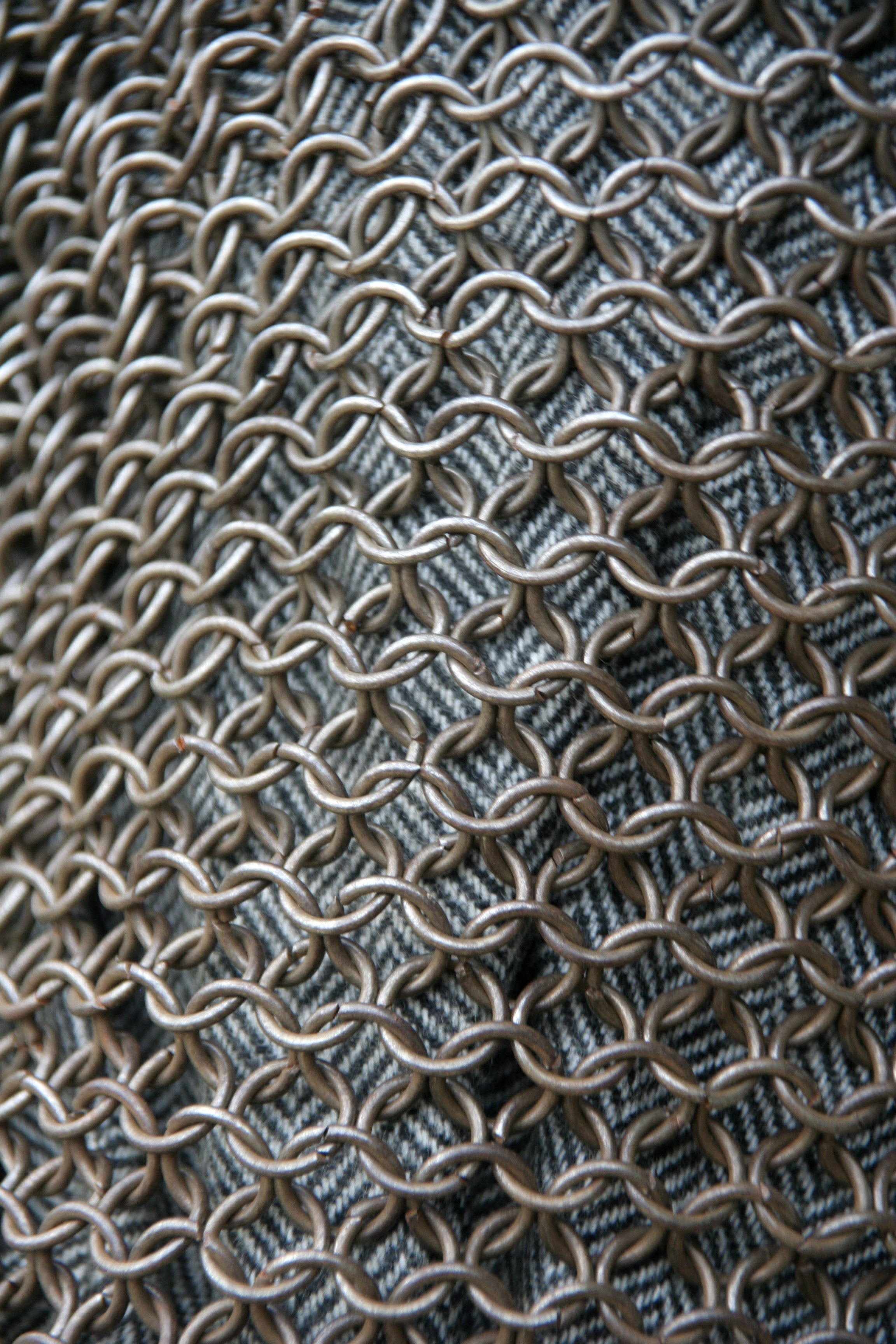
Esempio di lorica hamata non rivettata, in uso nella tarda età repubblicana e nel I secolo.

Veniva prodotta prevalentemente in acciaio, talvolta si aggiungevano inserti in bronzo. Era composta da una fitta trama di anelli metallici di diametro variabile (6 – 8 mm).
Il peso poteva raggiungere 15 chili.
Nel periodo imperiale appare generalizzato l'uso del rinforzo spallare (humeralis), ad imitazione del classico linothorax greco, che veniva chiuso sul petto da una coppia di ganci, di solito finemente lavorati.
I Romani usavano indossare una o due grosse cinture in cuoio, solitamente borchiato, detto balteus o meno comunemente anche cingulum, che permettevano, tra le altre cose, di scaricare una parte del peso dell'armatura sulle anche.
La lunghezza della lorica hamata tende a ridursi durante il passaggio dall'epoca repubblicana all'epoca imperiale, mentre la protezione delle gambe e del basso ventre viene sempre più spesso affidata ad una serie di pterigi di cuoio, per consentire il massimo della mobilità e la libertà nei movimenti che sarebbe impedita da un usbergo sul modello del giaco. Gli anelli della maglia potevano essere intessuti con rivetti (appiattiti o larghi), che bloccavano con maggiore tenuta la trama, oppure ricorrendo al semplice incastro privo di rivettatura. Nel primo caso il procedimento di realizzazione era più lento, ma assicurava una durata maggiore, nel secondo il prodotto finale era meno resistente, ma i tempi di produzione si riducevano di molto.
Tra i cavalieri (equites) al posto del rinforzo spallare classico si diffuse una sorta di mantellina che proteggeva la parte superiore del corpo, compresa la parte alta delle braccia, mentre per agevolare la posizione in sella veniva praticato un piccolo taglio laterale.
La lorica richiedeva molte ore di lavoro per essere prodotta, ma se mantenuta in efficienza da una buona manutenzione, poteva durare decine d'anni.

## Uso nel tempo
La lorica hamata, l'armatura ad anelli, aveva protetto tantissimi legionari a partire dal IV secolo a.C. e continuò ad essere utilizzata ininterrottamente ben oltre la fine del mondo romano (e per tutto il medioevo fino all'avvento delle armi da fuoco), in virtù della relativa semplicità di fabbricazione e della sua ottima vestibilità. In età medievale le coperture divennero più pesanti, il che si riscontra nel giaco o nell'usbergo.